# Хубей
Хубей (на мандарин:湖北省; пинин: Húběi) e провинция в източната централна част на Китай. Административен център и най-голям град в провинцията е град Ухан. Площта ѝ е 185 776 км2. По приблизителна оценка от декември 2017 г. населението на провинцията е 59 020 000 жители.